# Río Back
El río Back (en inglés: Back River o Great Fish River; en dogrib, Thlewechodyeth; en inuktitut, Haningayok) es el vigésimo río más largo de Canadá y desemboca en el océano Ártico. Tiene una longitud de 974 km (desde la salida del lago Muskox, aunque sigue aguas arriba hasta los 1.150 km), un caudal medio de 612 m³/s, y drena una amplia cuenca de 106.500 km² (similar a países como Guatemala, Islandia o Corea del Sur).
Administrativamente, discurre por la región Slave del Norte de los Territorios del Noroeste y las regiones Kivalliq y Kitikmeot de Nunavut. 
Lleva su nombre por el británico George Back, que hizo la primera exploración conocida del río hecha por occidentales en 1834. 

## Geografía

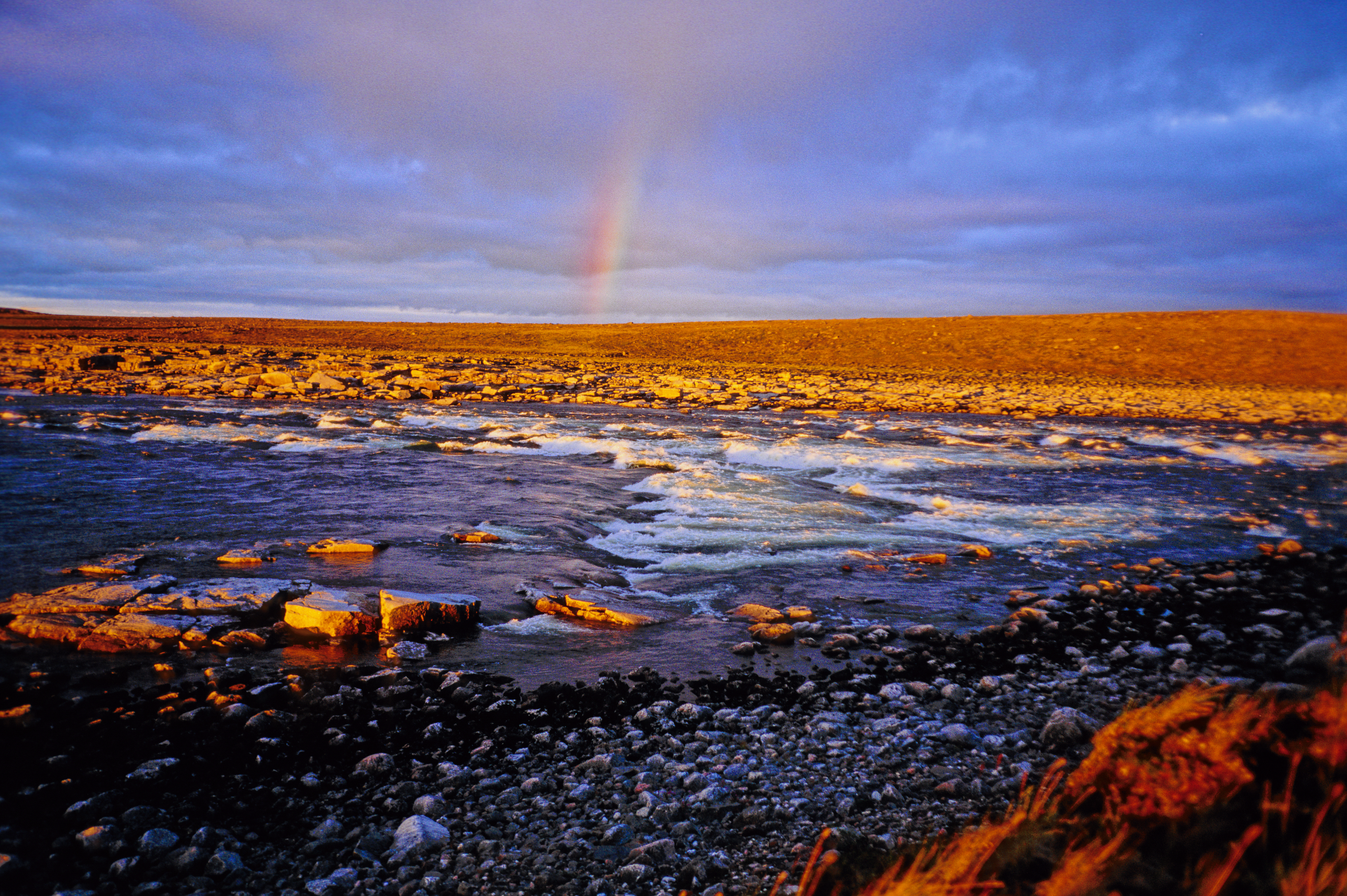
Cabecera de los rápidos Escape (agosto de 2006)

El río Back comienza en la salida de un lago sin nombre, a una altitud de 382 m y fluye hacia el oeste hasta entrar en el lago Sussex. Sigue luego hacia el norte hasta el lago Muskox, ya en la frontera entre los Territorios del Noroeste y la región Kivalliq de Nunavut, donde se le une por la izquierda el primero de sus afluentes de importancia, el río Icy. Luego atraviesa los rápidos Muskox y, después de recibir por la izquierda al río Contwoyto, se dirige hacia el este a través de la cordillera Heywood. El Back se dirige a continucación a los rápidos Malley, y recibe otro afluente por la izquierda, el río Siorak, hasta adentrarse en la gran expansión del lago Beechey en dirección sureste. Continua luego hacia el este, tomando por la derecha al río Baillie, luego por la izquierda al río Warren y de nuevo por la derecha al río Jervoise. Atraviesa la zona de los rápidos Hawk y recibe dos nuevos tributarios por la derecha, los ríos McKinley y Consul. Entre las desembocadura del Baillie y del Consul, el río Back constituye la frontera norte del Santuario de Vida Silvestre Thelon. El río vira al noreste, recibe por la izquierda al río Bullen y llega al lago Pelly, a una altitud de 155 m.
Fluye hacia el este a través de una serie de lagos en sucesión inmediata: lago Upper Garry, donde toma por la derecha al río Morse; lago Garry; lago Lower Garry; lago Buliard; lagos Upper MacDougall y Lower  MacDougall. El Back se dirige entonces a una zona accidentada, pasando por los rápidos Rock, las cataratas Sinclair Falls y de nuevo los rápidos Escape, Sandhill y Wolf. Recibe después por la derecha al río Meadowbank y el río se curva alrededor del monte Meadowbank, para recibir de nuevo por la derecha al río Hermann y luego por la izquierda al río Montresor. Pasa a continuación el pico McKay y se dirige a los rápidos Whirlpool y llega después al lago Franklin. Sigue en dirección noreste, recibiendo por la derecha al río Mistake tributario derecho y pasando por el norte de la región Kitikmeot. Tras recibir otro afluente por la derecha, el Hayes, alcanza finalmente su desembocadura en la bahía Cockburn, en el  Chantrey Inlet  en el océano Ártico.

### Tributarios
Los principales afluentes, en dirección aguas abajo, son los siguientes:
- río Icy (izqda.)
- río Contwoyto (izqda.)
- río Siorak (izqda.)
- río Baillie (dcha.)
- río Warren (izqda.)
- río Jervoise (dcha.)
- río McKinley (dcha.)
- río Consul (dcha.)
- río Bullen (izqda.)
- río Meadowbank (dcha.)
- río Hermann (dcha.)
- río Mistake (dcha.)
- río Hayes (dcha.)

## Historia
El río Back es la patria histórica de los haningayogmiut (o hanningajurmiut, de los inuits del cobre, Copper Inuit), también conocidos como Ualininmiut por los Utkusiksalinmiut, sus vecinos del norte (inuits del caribú). Los kaernermiut  (también kainermiut) y los sureños ahiagmiut (iniuts del cobre) también frecuentaban esta zona. El río Back y el río Thelon fueron también los límites norte y noreste de los territorios tribales de los enemigos yellowknives y chipewyan al sur.
La primera exploración conocida del río hecha por occidentales fue la del británico George Back en 1834,como parte de una expedición inicialmente montada para buscar a la expedición de 1829 del capitán John Ross. Back se enteró de la existencia del río a través de guías locales y, a lo largo de sus memorias de la expedición, se refirió al río como "Thlew-ee-cho-dezeth", que tradujo al inglés como "Great Fish River". Los exploradores posteriores del siglo XIX habitualmente se referían al río como "Great Fish River" de Back, pero gradualmente con el tiempo se redujo a río de Back.
Una segunda exploración fue hecha por James Anderson, un factor principal de la Compañía de la Bahía de Hudson, en 1856. Después de un paréntesis de poco más de 100 años, en 1962 el río fue descendido de nuevo por dos expediciones: un grupo de cuatro jóvenes británicos y otro de cuatro jóvenes estadounidenses. El grupo británico estaba dirigido por Robert Cundy, que escribió un libro sobre su descenso llamado Beacon Six, y el estadounidense iba liderado por Austin Hoyt. Los estadounidenses comenzaron en la fuente del río, en el lago Sussex, con dos canoas de lona cedar y llegaron a la costa antes que el equipo británico. El grupo de Robert Cundy comenzó más abajo, en el lago Beechey, y aun así fueron alcanzados por los estadounidenses. Los británicos remaban en tres kayaks foldup, uno de los cuales quedó destrozado en la expedición. Ambos grupos filmaron el viaje y la película británica, también titulada Beacon Six, fue programada en televisión por la Canadian Broadcasting Corporation.
En 1854, en la desembocadura del río Back, el explorador escocés John Rae quien estaba en camino a la península de Boothia, supo por medio de una conversación con un nativo inuit, de la existencia hacía algunos años atrás de unos 40 hombres blancos que había perecido de hambre en la desembocadura, el nativo le mostró utensilios metálicos y otros artefactos. Rae dejó un valioso informe de lo acontecido, dichos objetos habían pertenecido a los tripulantes de la fallida expedición hacía el Paso del noreste del distinguido explorador inglés John Franklin entre 1845-1847.

## Naturaleza
La zona que rodea el río está lleno de vida salvaje, con muchos peces en el río, y con caribús, bueyes almizcleros y lobos en la zona, además de avistamientos ocasionales de osos pardos, glotones y liebres árticas. Se encuentran también osos polares cuando el río se acerca el océano Ártico. El área importante para las aves del río Back Medio (Middle Back River Important Bird Area), establecida en el río en el tramo entre el lago Pelly y el lago Bajo Garry, es un hábitat importante para el ganso de Canadá, el ánsar nival  y otras aves acuáticas.
Al igual que otras áreas en el Norte de Canadá, el río Back está sujeto a un clima muy frío y a un persistente viento ártico con ráfagas que alcanzan la fuerza del vendaval.

## Canotaje moderno

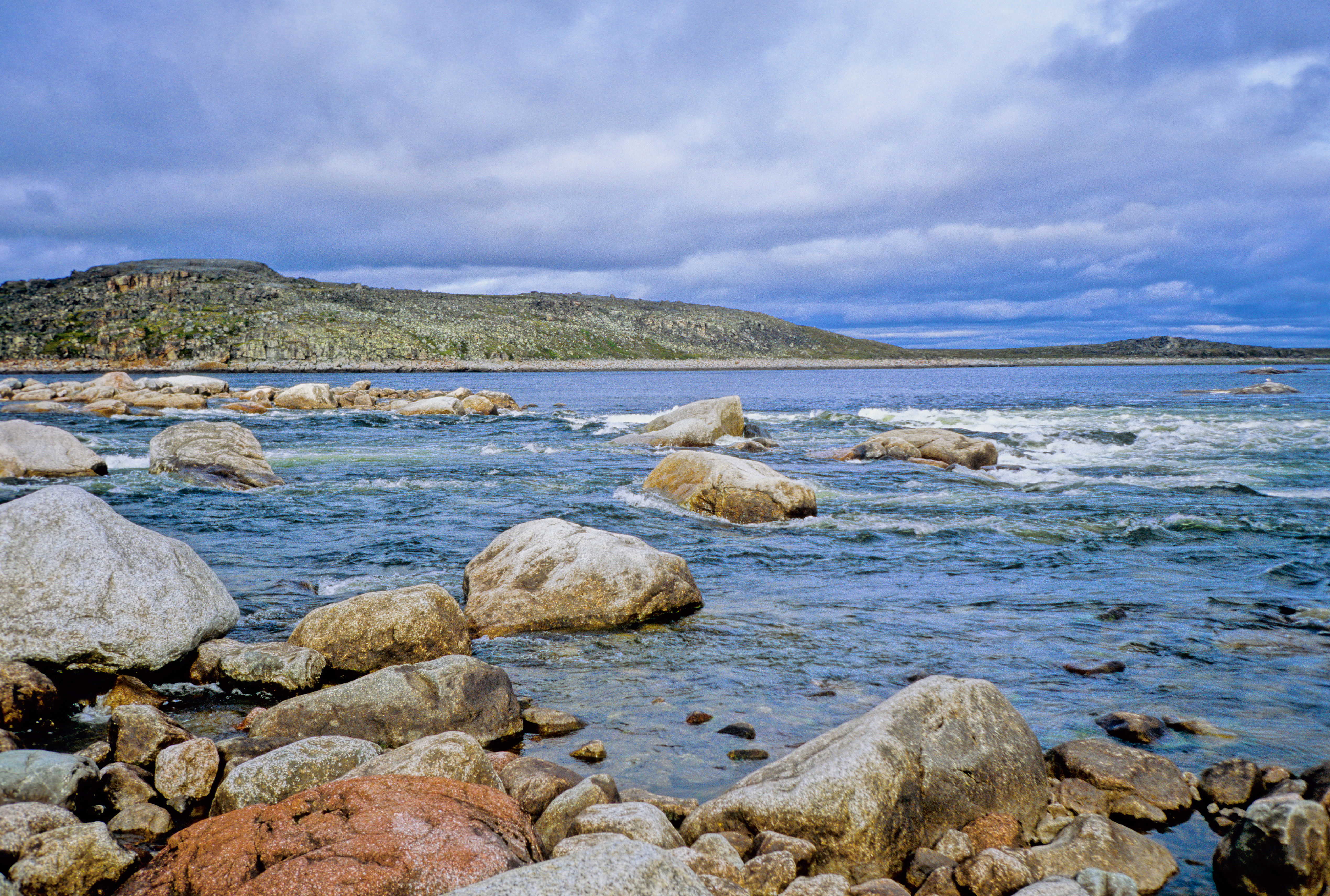
Jardín de rocas en el Back (julio de 2006)

Al igual que  otros grandes ríos de esta parte de Canadá, como los ríos Coppermine, Hood, Dubawant o Kazan, es navegable solo por piragüistas experimentados, debido a los numerosos y desafiantes 83 rápidos. Todo el río está por encima de la línea de árboles.
El río Back constituye un viaje largo y difícil, llevándoles a fuertes y experimentados piragüistas del Ártico (en dúo) más de un mes de trabajo duro. El Back  es mucho más difícil que el río Kazan. Muchos rápidos finalizan en densos "jardines de rocas" (rock gardens) haciendo que los porteos sean a menudo obligados. Tales porteos deben llevarse a cabo sobre rocas desnudas y cantos rodados en ocasiones muy inestables. La necesidad de realizar portajes es generalmente más baja después de la serie de rápidos conocida como "rápidos Escape", y a partir de entonces muchos rápidos (pero no todos) se pueden descender, ya que el río se vuelve menos rocoso y peligroso. Cuando el nivel del agua lo permite, hay otras dos áreas de rápidos notables que se pueden descender: los rápidos Sandhill, generalmente remando por la margen izquierda, y los rápidos Wolf, por la derecha.
Se recomienda el uso de aerosoles repelentes como protección contra los osos polares en los tramos del río ya cercanos al océano Ártico. También hay que llevar combustible para cocinar, ya que al estar el río por encima de la línea de árboles, toda la vegetación es de baja altitud, muy poco adecuada para su uso como combustible.
Se puede alcanzar la fuente del río en hidroavión desde Yellowknife, en los Territorios del Noroeste. Al final del viaje, se puede llamar una avioneta del lago Baker que aterrizará en un lugar preestablecido en la tundra. (Hay que asegurarse de que se puede conectar a la parte exterior de la avioneta una canoa rígida, y si no, deberá de usarse una canoa plegable). El río también se puede recorrer hasta el final, donde un barco puede remolcar la embarcación hasta la comunidad inuit de Gjoa Haven, que tiene dos veces por semana un servicio aéreo comercial de regreso a Yellowknife. Si se está planeando un viaje en canoa por el río, debido al clima, se recomienda en general haber navegado el lago Garry hacia el 8 de agosto, cuando el cambio estacional augura ya un peor clima, sin que sea necesario recordar que vientos innavegables pueden darse en cualquier momento. Debido a la cercanía al círculo polar ártico y el frío asociado, cualquier zozobra puede fácilmente concluir en hipotermia y muerte. Es muy recomendable el uso de una canoa equipada con cubrebañera tanto para los lagos como para los rápidos.